# Менделєєв (кратер)

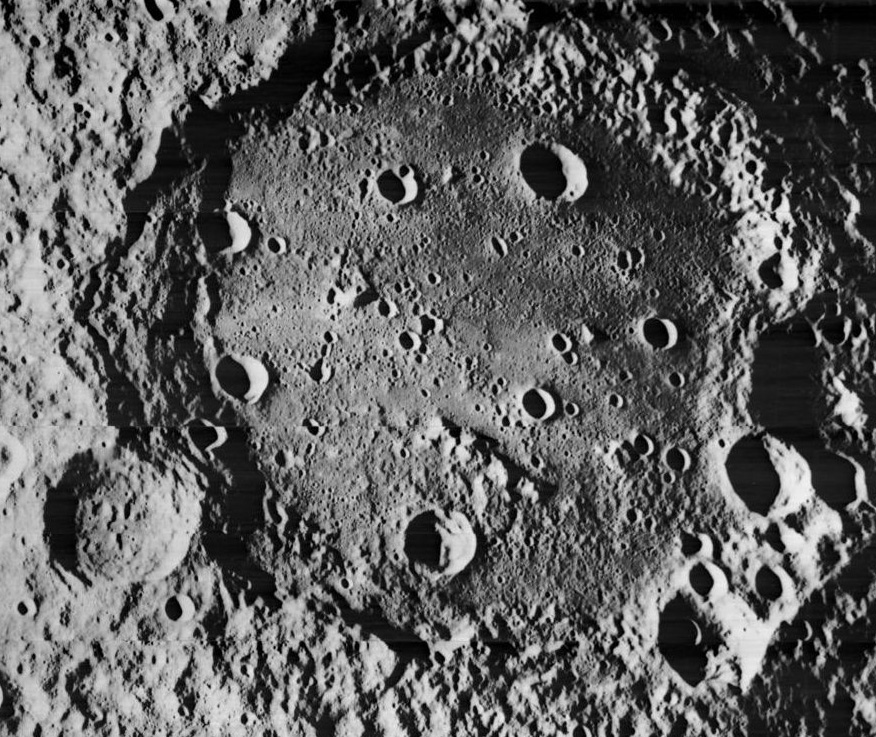
Зображення Lunar Orbiter 1

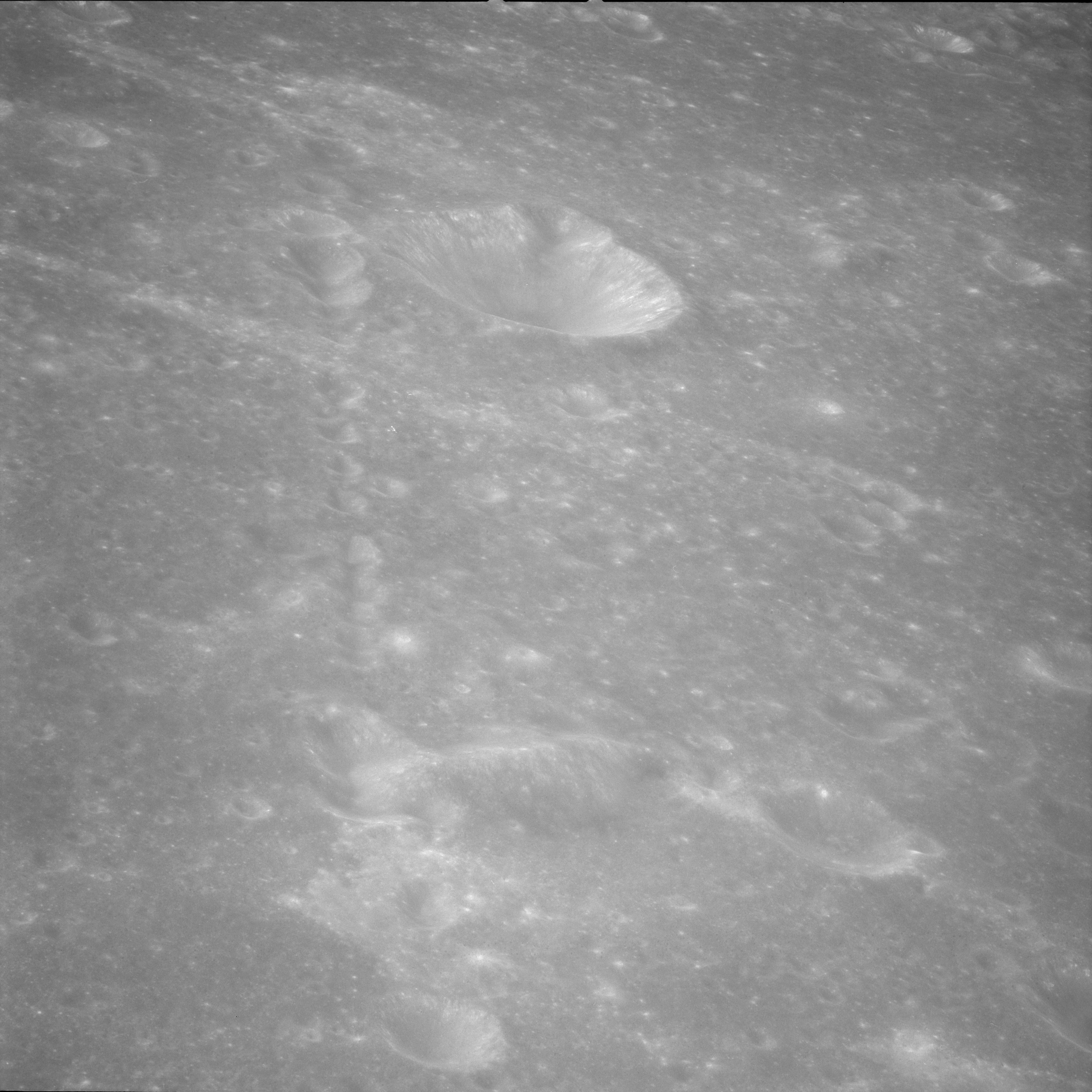
Косий вид Катени Менделєєва з Аполлона-11. Кратер Річардс (місячний кратер) лежить вгорі по центру. НАСА фото.

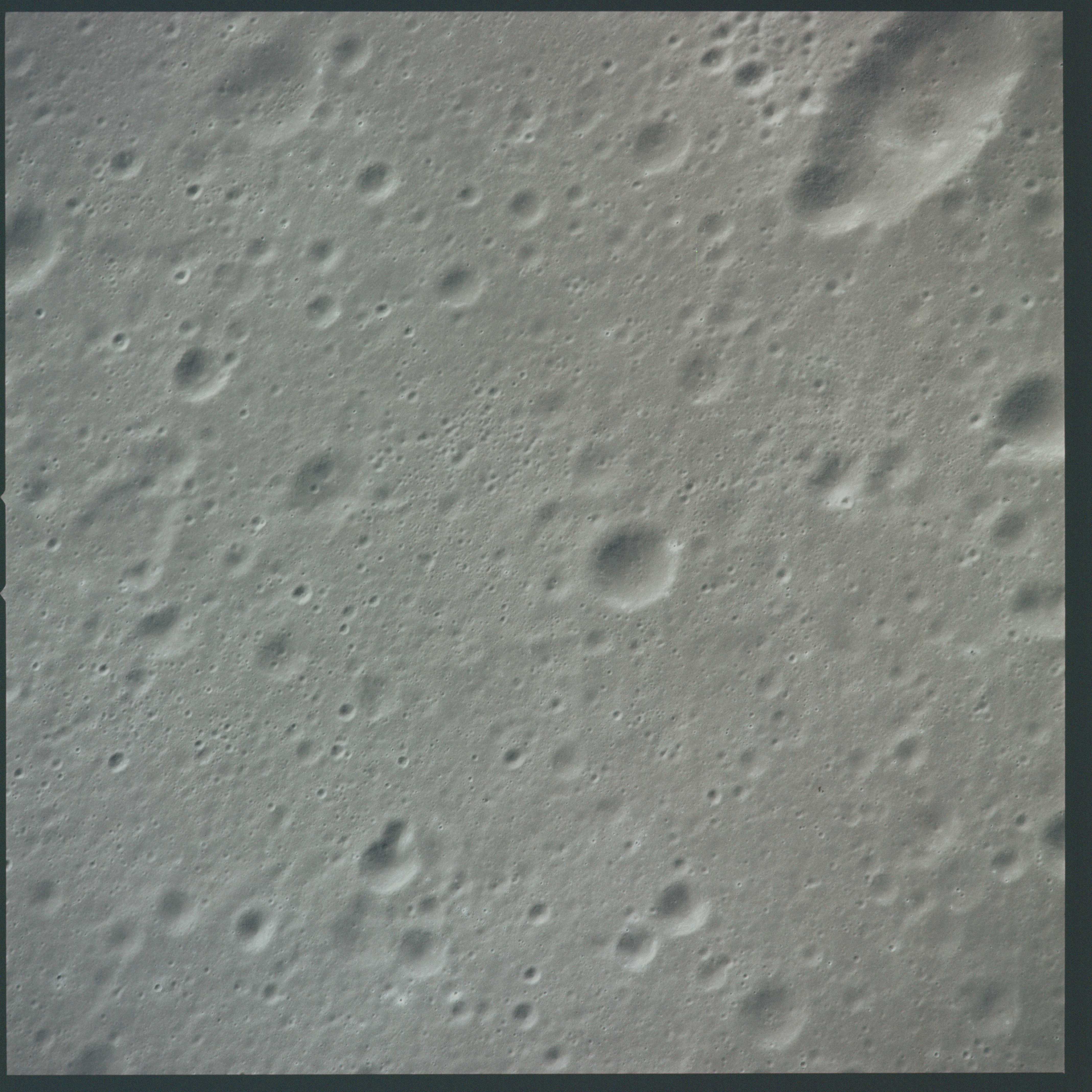
Формація Кейлі на дні Менделєєва (зображення Аполлона-16)

Менделє́єв — це великий ударний кратер на Місяці, розташований на зворотному боці Місяця, якщо дивитися із Землі. Південний край цієї оточеної стіною рівнини якраз перетинає місячний екватор. У східний край Менделєєва врізається кратер Шустер. Майже на протилежному боці менший Гартманн врізається в західно-південно-західний край.
Кратер названий на честь російського хіміка Дмитра Менделєєва. Навіть після офіційного найменування в 1961 році Міжнародним астрономічним союзом кратер був відомий як басейн IX до початку 1970-х років.
Менделєєва — басейн нектаріанського періоду. Внутрішні рівнини Менделєєва вкриті відкладеннями формації Кейлі імбрійського періоду.

## Опис
Майже рівна внутрішня частина Менделєєва містить кілька менших кратерних утворень, які отримали назви. Вони утворюють приблизно п'ятикутне утворення, яке покриває більшу частину внутрішнього дна. Уздовж західної частини внутрішнього дна кратери Бергман  на захід-північний захід і Муассан на заході стикаються із західною внутрішньою стіною Менделєєва. Разом з Бергманом, Фішером на північ-північний схід і Річардсом на півночі від Менделєєва утворюють північну сторону п'ятикутника. Фігура продовжується Гарденом біля Шустера та Бенедиктом трохи на південний схід від середньої точки Менделєєва. Найбільшим кратером у басейні Менделєєва є Менделєєв P, на південь-південний захід.
Решта внутрішнього дна є відносно плоскою, принаймні порівняно з нерівною місцевістю, що відходить від екстер'єру. Однак, крім згаданих вище, всередині є кілька невеликих кратерів. Скупчення цих кратерів розташоване біля середини внутрішньої частини, а також кілька в південно-східній частині дна. У західній половині дна лежить ланцюг крихітних кратерів під назвою Катена Менделєєва. Вони утворюють лінію, яка тягнеться від південно-західної частини, а потім по дотичній перетинає західний край кратера Річардс. Лінія кратерів вказує прямо на кратер Ціолковський далеко на південний захід і вважається вторинною від нього.

## У художній літературі
У книзі Станіслава Лема «Розповіді про пілота Піркса» розповідається про вигаданий місячний науковий об'єкт, розміщений у Менделєєві.

## Супутні кратери
За домовленістю ці об'єкти позначаються на місячних картах шляхом розміщення літери на тій стороні середини кратера, яка є найближчою до Менделєєва. У цьому випадку єдиним супутниковим кратером є Менделєєв Р, який лежить у південній частині самого Менделєєва.
| Менделєєва | Широта    | Довгота     | Діаметр |
| ---------- | --------- | ----------- | ------- |
| P          | 2,7° пн.ш | 139,4° сх.д | 29 км   |

### Стаття по темі
- Wood, Chuck (15 серпня 2004). A Chain of Evidence. Lunar Photo of the Day., on Catena Mendeleev